# Esquirol d'Abert
L'esquirol d'Abert (Sciurus aberti) és una espècie de rosegador de la família dels esciúrids. Viu a Mèxic i els Estats Units. El seu hàbitat natural són els boscos de pi ponderosa i altres pins, tot i que també està present als boscos mixtos de coníferes. Està amenaçat per la desforestació.
Aquest tàxon fou anomenat en honor del militar estatunidenc John James Abert.